# Roy Heiner
Roy Heiner, né le 20 novembre 1960 est un skipper néerlandais.

## Carrière
Il obtient la médaille de bronze aux Jeux olympiques de 1996 dans la catégorie Finn, se plaçant derrière le polonais Mateusz Kusznierewicz et le belge Sébastien Godefroid.